# Banyutus lituratus
Banyutus lituratus är en insektsart som beskrevs av Navás 1936. Banyutus lituratus ingår i släktet Banyutus och familjen myrlejonsländor. Inga underarter finns listade i Catalogue of Life.